# Kulturgeschichtliche Bibliothek
Die Kulturgeschichtliche Bibliothek ist eine ethnologische und kulturgeschichtliche Buchreihe, die in Heidelberg im Verlag der Universitätsbuchhandlung Carl Winter erschien. Ihr Herausgeber war anfangs der Ethnologe Willy Foy (1873–1929), ab 1901 der Museumsdirektor am Kölner Rautenstrauch-Joest-Museum für Völkerkunde. Dessen Nachfolger im Jahr 1925, Fritz Graebner (1877–1934), war der Begründer der kulturhistorischen Methode in der Ethnologie und Vertreter der Kulturkreislehre, die sich zu einer Rassentheorie entwickelte. Die Reihe war bereits 1911 – d. h. Jahre vor dem Ersten Weltkrieg – initiiert worden und erschien dann seit 1920 bis zu Beginn des Zweiten Weltkriegs.
Ursprünglich war die Reihe breit konzipiert, eine Konzeption, die jedoch nicht verwirklicht wurde.
Die Bände erschienen untergliedert in den beiden Reihen Ethnologische Bibliothek (mit Einschluss der altorientalischen Kulturgeschichte) und Bibliothek der europäischen Kulturgeschichte (geplant war eine 3. Reihe: Allgemeinere Werke). Später erschienen einige Bände in einer Neuen Folge Reihe 2 und einer Neuen Folge Reihe 3.

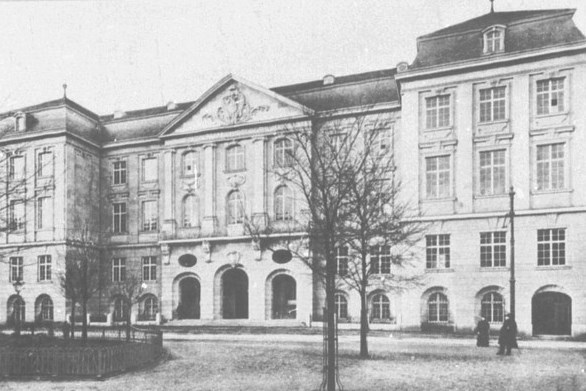
Das Kölner Rautenstrauch-Joest-Museum, Ubierring 45 (um 1910)

Die folgende Übersicht erhebt keinen Anspruch auf Aktualität oder Vollständigkeit:

## Übersicht

### Reihe I (Ethnologische Bibliothek)
- 1. Methode der Ethnologie. Fritz Graebner. Mit e. Vorw. d. Hrsg. [Willy Foy]. 1911 (Digitalisat)
- 2. Das Alte Ägypten. Alfred Wiedemann. 1920 Inhaltsübersicht
- 3. Babylonien und Assyrien. Bruno Meissner. 1920
- 4. Babylonien und Assyrien. Bruno Meissner. 1925 (Ausgabe 1924)
- 5. Die Sprachfamilien und Sprachenkreise der Erde. Wilhelm Schmidt. 1926 (Atlas / Textband)
- 6. Rassen und Religionen im alten Vorderasien. Max Semper. 1930
- 7. Ethnologie der jemenitischen Juden. Erich Brauer. 1934

### Reihe II (Bibliothek der europäischen Kulturgeschichte)
- 1. Religionsgeschichte Europas. Bis zum Untergang der nichtchristlichen Religionen.  Carl Christian Clemen. 1926
- 2. Religionsgeschichte Europas. Die noch bestehenden Religionen. Carl Christian Clemen. 1931

### N. F. Reihe 2
- 1. Einführung in die rassenkundliche Sprachforschung: Kritisch-historische Untersuchungen. Edgar Glässer. 1939
- 2. Krieg und Frieden: ein Leitfaden der politischen Ethnologie mit Berücksichtigung völkerkundlichen und geschichtlichen Stoffes. Wilhelm E. Mühlmann. 1940

### N. F. Reihe 3
- 1. Die Wertwelt Chaucers, die Wertwelt einer Zeitwende. Will Héraucourt. 1939